# Alte Moschee von Adana

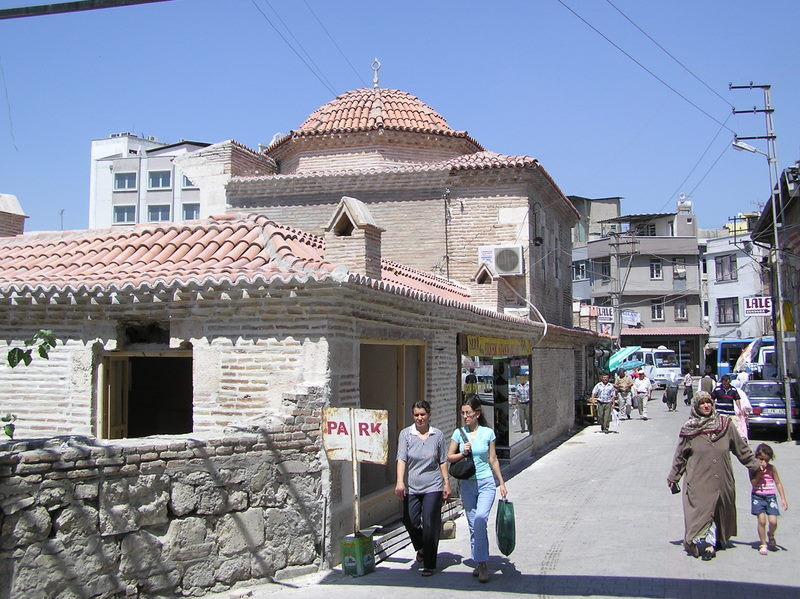
Ölmoschee

Die Alte Moschee von Adana (türkisch Eski Cami oder Yağ Camiî, genannt „Ölmoschee“) ist eine 1501 in eine Moschee umgewandelte armenische Kirche an der Alimünif-Straße der Altstadt von Adana (Stadtteil Seyhan).
Bereits der französische Reisende Bertrandon de la Broquière erwähnt im 15. Jahrhundert eine St.-Johannes-Kirche an der Stelle. Das Bauwerk war ursprünglich die armenische St.-Jakob-Kirche und wurde im Jahre 1501 unter Ramazanoğlu Halil Bey in eine Moschee umgewandelt. Der Chronist Evliya Çelebi nannte sie in seiner Seyahatnâme „Alte Moschee“ und erklärte, dass davor dort eine alte Kirche stand. Der Sohn des Halil Bey, Piri Mehmet Pascha, baute im Jahre 1525 das Minarett und 1558 die Medrese des Moscheekomplexes. Wegen des Ölmarktes vor dem Eingang der Moschee wird sie auch „Ölmoschee“ genannt.
Der rechteckige Gebetsraum des im seldschukischen Stil einer Großmoschee erweiterten Bauwerks ist durch vier Säulenreihen in fünf Schiffe gegliedert. Die Apsis der vorherigen Kirche entspricht heute dem Mihrab. Der Eingang der Moschee ist aus gelbem und weißem Stein errichtet.
Das Bauwerk wurde nach dem Adana-Ceyhan-Erdbeben von 1998 wieder restauriert.